# Willy Telavi
Willy Telavi (Nanumea, 28 gennaio 1954) è un politico tuvaluano che è stato primo ministro di Tuvalu dal 2010 al 2013. È stato eletto per la prima volta in parlamento nel 2006 ed è stato rieletto nel 2010. È diventato primo ministro il 24 dicembre 2010 e ha mantenuto l'incarico fino all'agosto 2013.
Il suo rifiuto di riconvocare il parlamento di Tuvalu dopo le elezioni suppletive di Nukufetau del 2013 ha provocato una crisi costituzionale quando egli ha adottato la posizione secondo cui, in base alla costituzione di Tuvalu, gli era richiesto di convocare il parlamento solo una volta all'anno, e pertanto non era obbligato a convocarlo fino a dicembre 2013.  L'opposizione ha quindi chiesto al governatore generale delle Tuvalu, Sir Iakoba Italeli, di intervenire contro la decisione di Telavi. Il 3 luglio, il governatore generale Italeli ha esercitato i suoi poteri di riserva ordinando al parlamento di riunirsi, contro la volontà del primo ministro Telavi, il 30 luglio.
Il 1º agosto 2013 il governatore generale Italeli ha esercitato nuovamente i suoi poteri di riserva e ha destituito Telavi dalla carica di primo ministro di Tuvalu e ha nominato il leader dell'opposizione, Enele Sopoaga, primo ministro ad interim di Tuvalu. Il giorno dopo, il 2 agosto 2013, il governo di Telavi è stato sconfitto attraverso un voto di sfiducia in parlamento. A causa di questa votazione Telavi si è dimesso dal parlamento nell'agosto 2014. Era stato assente per gran parte dell'anno parlamentare, per prendersi cura della moglie malata alle Hawaii, e si è dimesso per rimanere al fianco di sua moglie.

## Biografia
La sua carriera nella polizia di Tuvalu è culminata con la nomina a commissario di polizia nel 1993, carica che ha ricoperto per tredici anni. Ha conseguito una laurea in legge presso l'Università del Sud Pacifico nel 1999 e un master in gestione internazionale presso la Northern Territory University nel 2000. Dal maggio 1993, ha servito più di 16 anni in varie posizioni nelle forze di polizia di Tuvalu.

## Ufficio ministeriale
Si è presentato alle elezioni per il Parlamento di Tuvalu nel 2006 ed è stato eletto nel collegio elettorale di Nanumea. Dopo le elezioni si è insediato il governo del primo ministro Apisai Ielemia, nel quale Telavi è stato nominato ministro degli Interni.
Ha mantenuto il suo seggio in parlamento nelle elezioni generali del 2010 ed è stato nominato ministro degli affari interni nel gabinetto del nuovo primo ministro, Maatia Toafa.

## Primo ministro
A dicembre, appena quattro mesi dopo l'insediamento del nuovo governo, Telavi è passato all'opposizione cosa che gli ha permesso di far cadere il governo attraverso una mozione di sfiducia, per otto voti contro sette. Secondo quanto riferito, la mozione è stata avviata a causa delle preoccupazioni dei parlamentari su alcuni aspetti del bilancio, in particolare sulla prospettiva che il governo non potesse più finanziare completamente le spese mediche dei pazienti all'estero. Il 24 dicembre Telavi è stato eletto primo ministro, sconfiggendo il ministro degli affari esteri e dell'ambiente Enele Sopoaga con un altro voto di 8-7. Nominando il suo gabinetto lo stesso giorno, si è autoproclamato ministro degli affari interni, posizione successivamente assegnata a Pelenike Isaia.
Sotto la guida di Telavi, Tuvalu è diventato, nel novembre 2011, un membro fondatore del Polynesian Leaders Group, un gruppo regionale destinato a cooperare su una varietà di questioni tra cui cultura e lingua, istruzione, risposte ai cambiamenti climatici, commercio e investimenti.
Nel marzo 2012, Telavi ha effettuato una visita di stato in Abcasia, incontrando il presidente Alexander Ankvab. Sotto la guida di Telavi, nel settembre 2011, Tuvalu era diventato uno dei soli sei paesi a concedere il riconoscimento diplomatico all'Abcasia come stato sovrano. I due paesi, durante la visita di Telavi, hanno concordato la libera circolazione dei reciproci cittadini, senza bisogno di visti. Inoltre, Telavi guidava una delegazione tuvaluana di osservatori elettorali per le elezioni parlamentari abcase di quel mese. In risposta, la Georgia ha interrotto le relazioni diplomatiche con Tuvalu.
Telavi ha ritardato la convocazione delle elezioni suppletive dopo la morte di Lotoala Metia, un deputato di Nukufetau, fino a quando non ha ricevuto l'ordine di indirle dall'Alta Corte. Il 28 giugno 2013, il governo Telavi ha perso un'elezione suppletiva cruciale a Nukufetau, cosa che ha dato all'opposizione la maggioranza in parlamento, che ha subito chiesto al governo di riconvocare il parlamento. Il primo ministro Telavi ha risposto che, in base alla Costituzione, gli era richiesto di convocare il parlamento solo una volta all'anno, e quindi non aveva l'obbligo di convocarlo fino a dicembre 2013 e l'opposizione si è rivolta al governatore generale, Iakoba Italeli. Il 3 luglio Italeli ha esercitato i suoi poteri di riserva ordinando di convocare il parlamento contro la volontà del presidente del Consiglio, il 30 luglio.
In quella data, mentre il governo stava per affrontare una mozione di sfiducia, il ministro della salute Taom Tanukale si è inaspettatamente dimesso dal parlamento (e quindi anche dal governo). Non era il primo membro del governo a lasciare l'incarico: Lotoala Metia era morta (e un membro dell'opposizione era stato eletto alle conseguenti elezioni suppletive) e il ministro dell'Istruzione, Falesa Pitoi, si era ammalato ed era fuori dal paese dal dicembre 2012. Le dimissioni di Tanukale hanno quindi lasciato Telavi con solo tre membri attivi del governo oltre a lui: il vice primo ministro Kausea Natano, il ministro degli esteri Apisai Ielemia e il ministro degli interni Pelenike Isaia.
Il giorno seguente, il motivo delle dimissioni di Tanukale è divenuto evidente. Il presidente, Kamuta Latasi, ha respinto il tentativo dell'opposizione di presentare una mozione di sfiducia, sulla base del fatto che c'era un seggio vacante in parlamento. Latasi ha aggiornato il parlamento e ha stabilito che non si sarebbe riunito fino a quando non si fosse tenuta un'elezione suppletiva, prolungando così ancora una volta il governo di minoranza di Telavi. Tuttavia, il giorno dopo, il 1º agosto 2013, il governatore generale ha emanato un proclama rimuovendo Telavi da primo ministro di Tuvalu. Successivamente è stato sostituito dal leader dell'opposizione Enele Sopoaga, diventato primo ministro ad interim. Il membro dell'opposizione Taukelina Finikaso ha affermato che il primo ministro aveva tentato di rimuovere Sir Iakoba Italeli dalla carica di governatore generale di Tuvalu, respingendo la rimozione di Telavi descritta come "difendere" la costituzione di Tuvalu. Il suo governo è stato rimosso dall'incarico il giorno dopo dal Parlamento, il 2 agosto 2013.
Willy Telavi ha difeso le sue azioni nel non convocare le elezioni suppletive o nel non convocare il parlamento, e ha affidato la responsabilità della crisi costituzionale al governatore generale, che a suo dire è intervenuto solo cinque giorni dopo le elezioni suppletive, “Anche se ha avuto il potere di farlo, siamo un piccolo Paese nel quale possiamo consultarci senza ricorrere a questo tipo di esercizio dei poteri”.